# Hummer (Automarke)

Das Logo der Marke

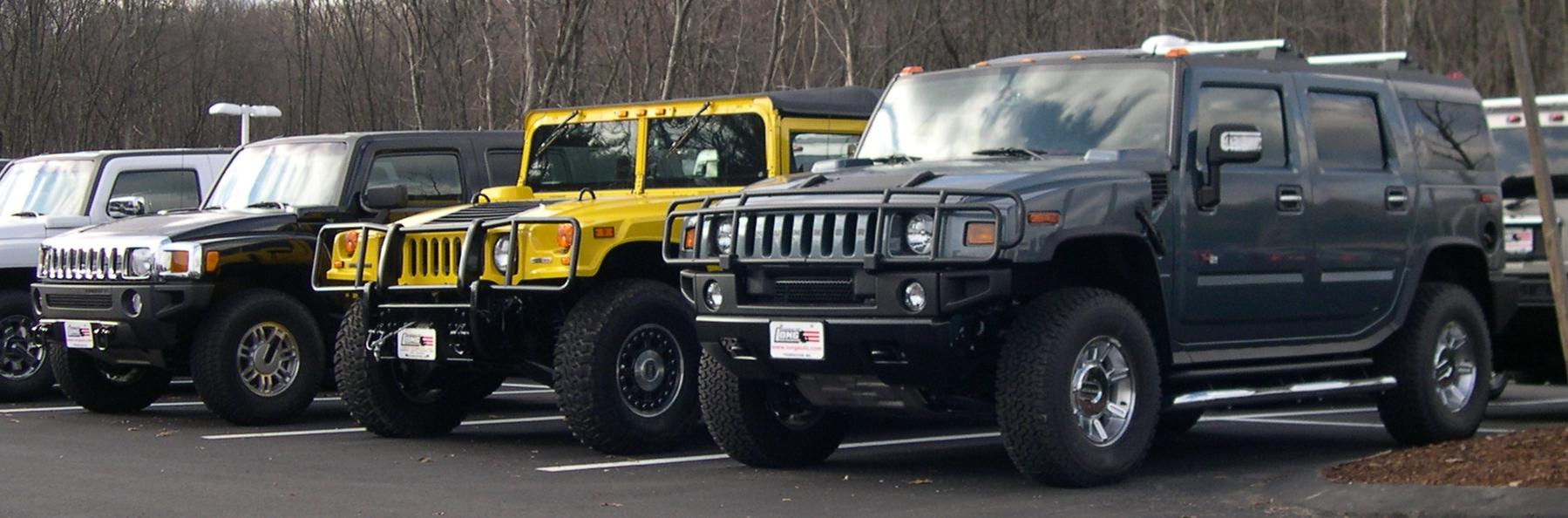
Alle Hummer-Modelle, von links: H3, H1, und H2

Hummer (amerikanisch [ˈhʌmɚ]) ist eine US-amerikanische Geländewagen-Marke von General Motors. Von 1992 bis 2010 wurden zivile Versionen des Militärfahrzeugs High Mobility Multipurpose Wheeled Vehicle (HMMWV) und zwei weitere Modelle hergestellt. Seit 2020 verwendet General Motors den Namen als Modellbezeichnung für den elektrisch angetriebenen GMC Hummer EV.

## Geschichte der Marke Hummer

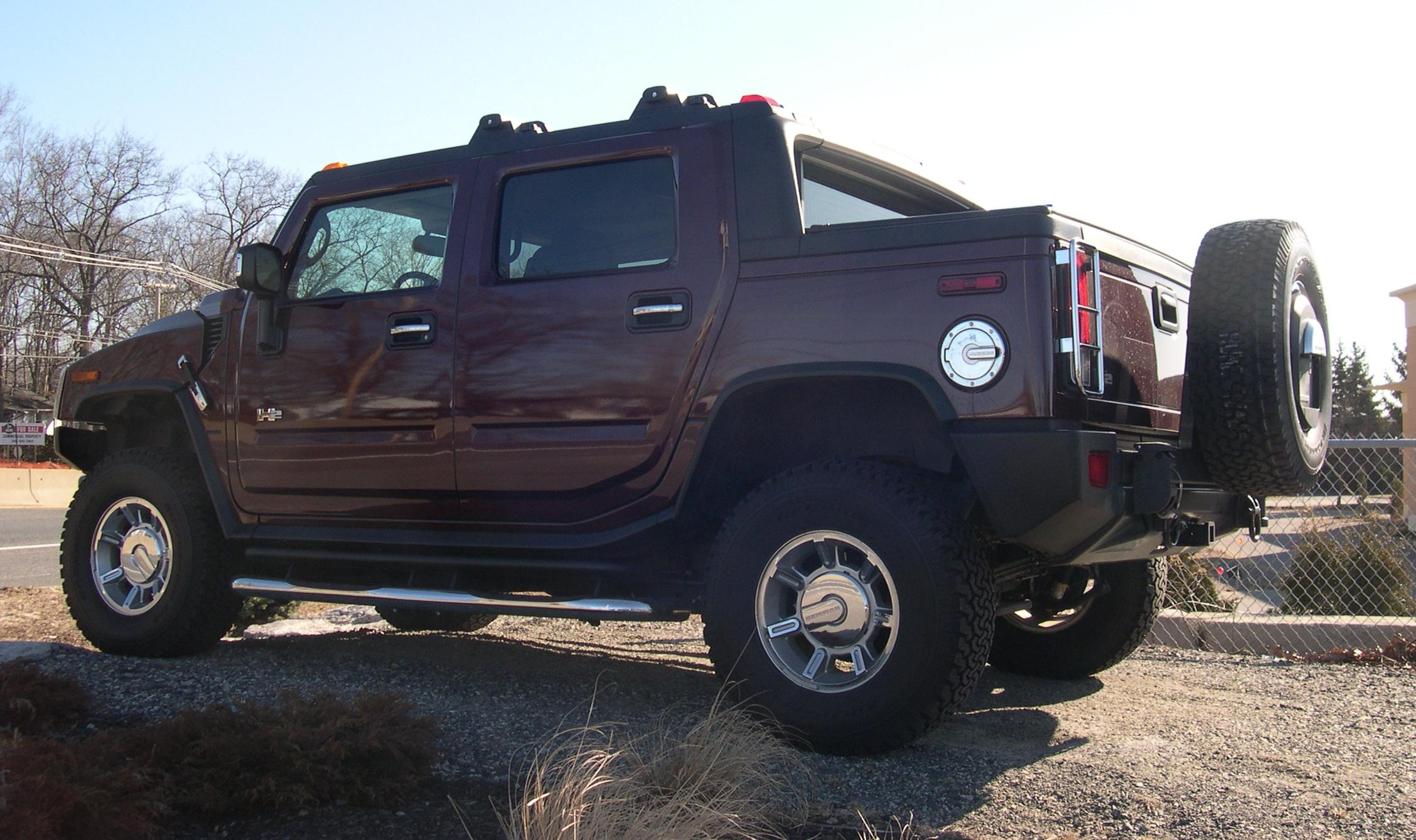
Hummer H2 SUT

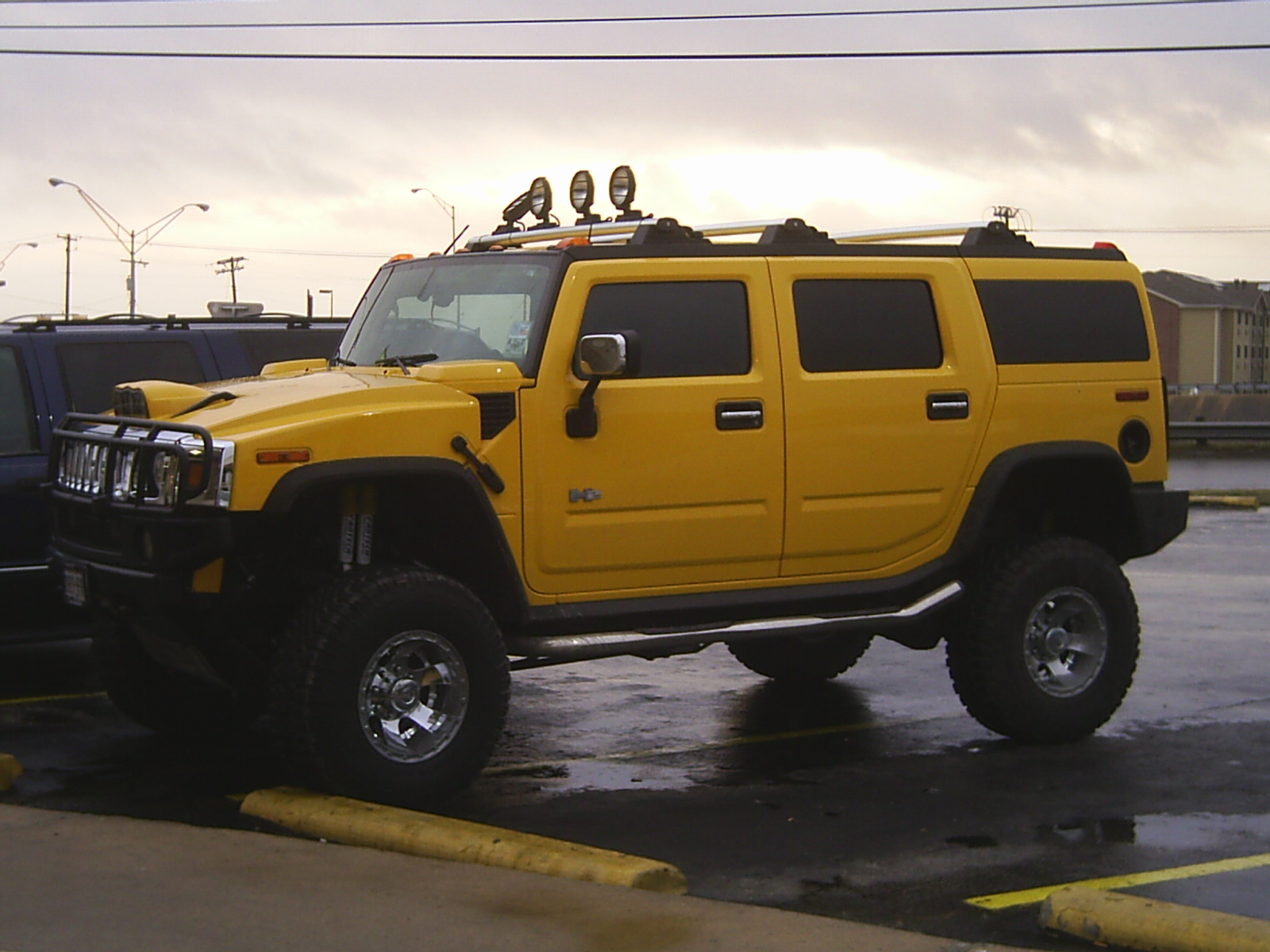
Hummer H2

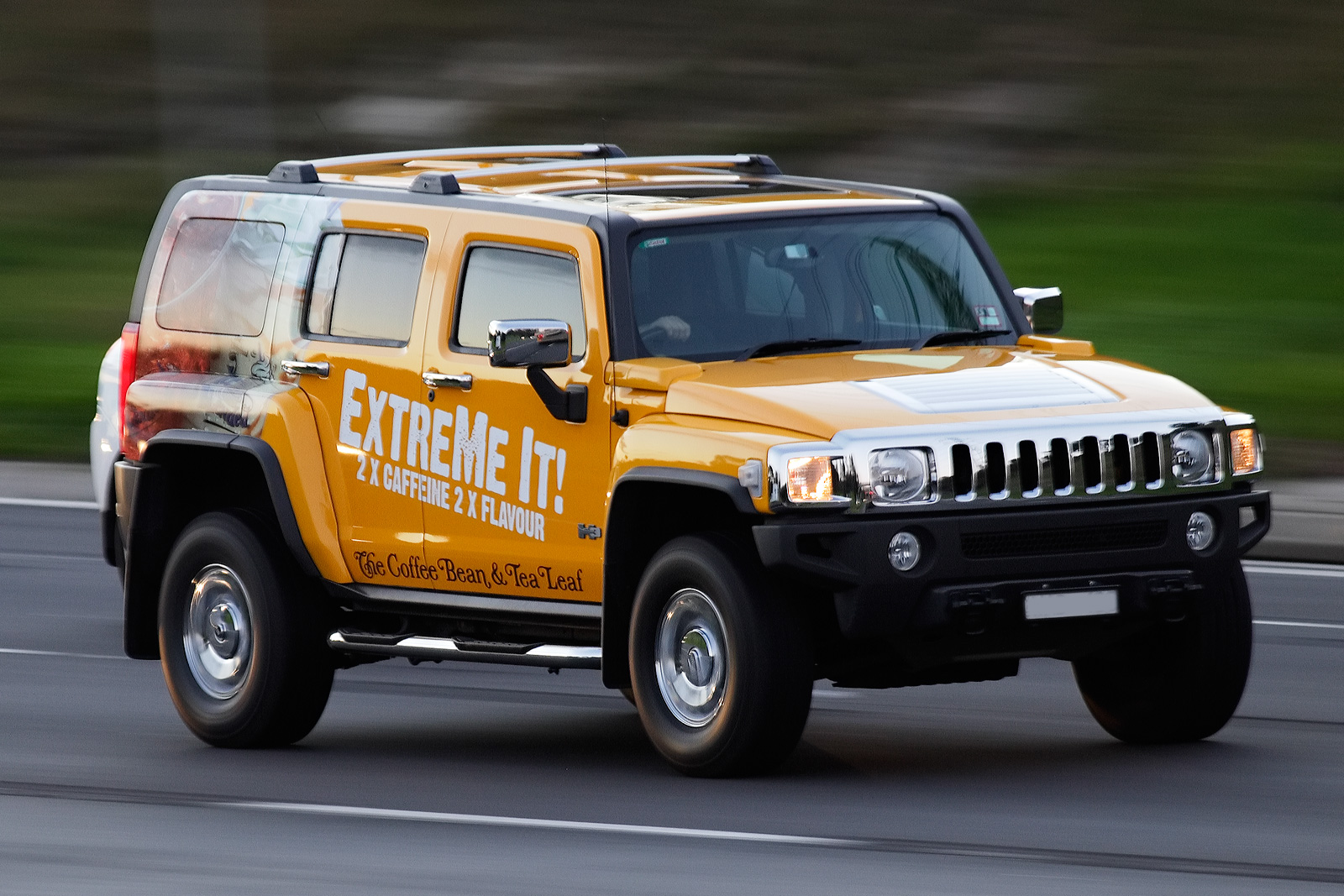
Hummer H3

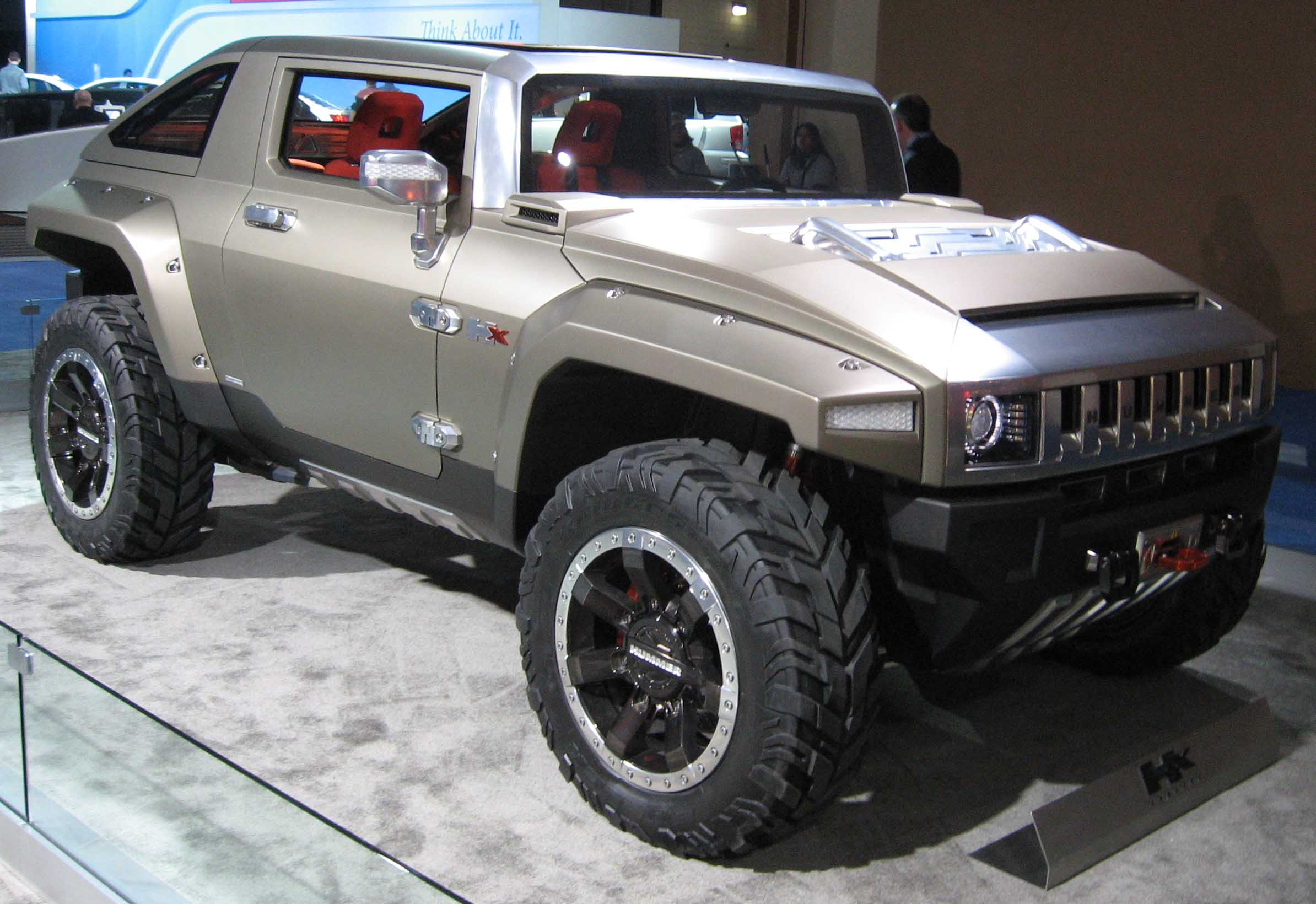
Hummer HX Concept

Die Marke Hummer bestand ursprünglich nur aus einem Modell (das erst 2003 die Modellbezeichnung H1 erhielt), das von der AM General Corporation entwickelt und produziert wurde. AM General hat auch den Vorfahren aller Hummer, das militärische HMMWV (Humvee), für die US-Armee entwickelt und baut ihn seit 1985 bis heute.
Bereits seit den späten 1980er Jahren plante die Firma, eine zivile Version des Humvees zu verkaufen. 1990 ließ AM General dann zwei identische weiße Hummer bei der London to Peking Motor Challenge teilnehmen, eine Rallye über die Straßen der ehemaligen Sowjetunion, bei der das Starterfeld gewöhnlich hauptsächlich aus klassischen Automobilen besteht. Die beiden Hummer schafften die Fahrt mit Leichtigkeit, und Höhepunkte der Rallye wurden in den Vereinigten Staaten auf ESPN gesendet. In den Schatten gestellt wurde dieses Ereignis allerdings durch die öffentliche Aufmerksamkeit, die dem HMMWV im darauffolgenden Jahr durch die Berichterstattung über seine Dienste während des Zweiten Golfkriegs zuteilwurde.
1992 begann AM General, eine Zivilversion des M998 HMMWV unter der Marke Hummer zu verkaufen. 1999 verkaufte AM General den Markennamen an General Motors (GM), produzierte aber weiterhin die Fahrzeuge, die GM dann weiterverkaufte. In den folgenden Jahren präsentierte GM zwei hauseigene Modelle unter der Marke Hummer, den H2 und den H3. Außerdem wurde der Original-Hummer seitdem als H1 verkauft. AM General stellte weiterhin den H2 für GM her, die Produktion des H1 wurde 2006 eingestellt und GM verkaufte danach nur noch Restbestände. Der H3 wurde von GM in Shreveport hergestellt.
Ab 2004 wurde Hummer international über ausgewählte Importeure und Vertriebe in Europa und auf anderen Märkten verkauft. Zwar wurden nur geringe Stückzahlen abgesetzt, doch der Hummer war immerhin so beliebt, dass australische Importeure dazu übergingen, den H3 auf Rechtslenkung umzurüsten – obwohl GM die Marke offiziell nicht in Australien verkaufte. Ab 2006 fertigte GM den Hummer H3 auch in seinem südafrikanischen Werk in Port Elizabeth. Die dort hergestellten H3 waren für den südafrikanischen Markt vorgesehen sowie zum Export in andere Länder mit Linksverkehr, wie Australien, Großbritannien und Japan.
Im Mai 2008 brachen die Absatzzahlen der Marke gegenüber dem Vorjahresmonat um über 60 % von 4636 Einheiten auf nur noch 1843 Fahrzeuge ein. Lediglich beim kleinsten H3 als einziges Modell halbierten sich der Absatz „nur“. GM stellte daraufhin die Existenz der Marke in Frage. Im Frühjahr 2010 schließlich liefen die letzten Exemplare des Hummer vom Band.
Laut Medienberichten fand GM am 2. Juni 2009 mit dem chinesischen Spezialmaschinenhersteller Sichuan Tengzhong Heavy Industrial Machinery einen Käufer für die Marke Hummer und schloss einen Vorvertrag über einen Verkauf im dritten Quartal 2009; es wurde das Joint Venture Tengzhong GM China gegründet. Der Firmensitz sollte weiterhin in den USA bleiben und 3000 Arbeitsplätze sollten gesichert werden. Der Verkauf wurde mehrfach aufgrund der fehlenden Genehmigung durch die chinesische Regierung verzögert. Experten vermuteten, dass die Regierung ihre Zustimmung wegen des hohen Kraftstoffverbrauchs verweigerte. Der Kraftstoffverbrauch und Schadstoffausstoß der Hummer-Fahrzeuge stehe im Gegensatz zu aktuellen Zielen Chinas, die Umweltverschmutzung zu reduzieren und auch die heimische Automobilindustrie zu umweltschonenderen Fahrzeugen zu bewegen. So scheiterte der Verkauf letztlich, und GM gab am 24. Februar 2010 bekannt, die Produktion des Hummer einzustellen und die Marke abzuwickeln. 2011 wollte der Spanier Carlos Enrique Costa Jr. die Marke aufkaufen, dies scheiterte allerdings, da GM die Lizenzen für Hummer nicht mehr verkaufen wollte.

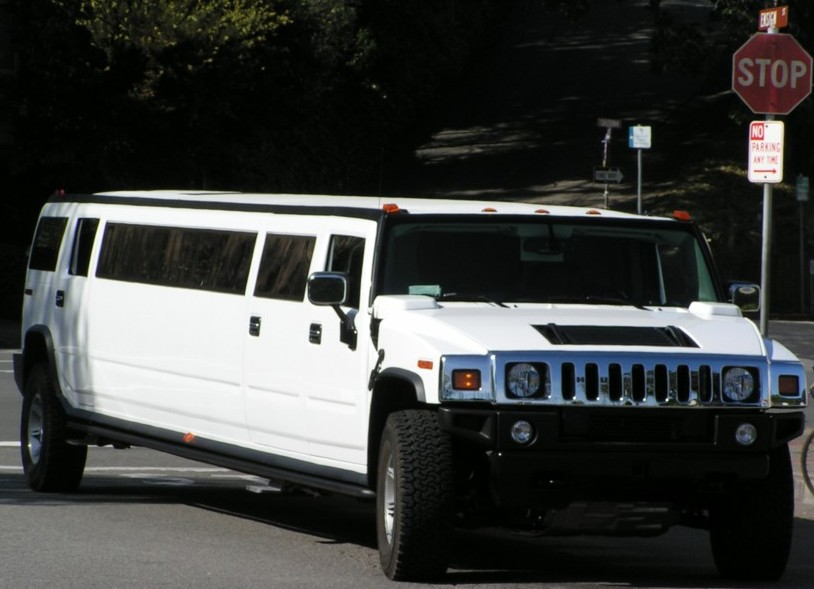
H2-Langversion von der Firma Krystal gestreckt

Während der Werbepause des Super Bowls vom 2. Februar 2020 wurde der GMC Hummer EV als batterieelektrisch betriebenes Fahrzeug der Öffentlichkeit präsentiert. Das Fahrzeug soll 1000 hp (746 kW, 1014 PS) bei (vermutlich an den Rädern gemessenen) 11.500 lb⋅ft (ca. 15.592 Nm) Drehmoment  bieten und eine Beschleunigung von 0 auf 60 Meilen pro Stunde (96,6 km/h) in 3,0 Sekunden absolvieren können. Die offizielle Vorstellung sollte am 20. Mai 2020 im GM-Werk Hamtramck erfolgen, hier soll auch die Fertigung von bis zu 80.000 Stück pro Jahr erfolgen. Wegen der COVID-19-Pandemie wurde die Premiere im April 2020 jedoch auf den 20. Oktober 2020 verschoben. Die Markteinführung erfolgte Ende 2021. Das Elektrofahrzeug wird nicht mehr unter der Marke Hummer, sondern als GMC vermarktet. Mitbewerber in dem Marktsegment sind der Tesla Cybertruck sowie der Rivian R1S.

## Modelle der Marke Hummer
| Bauzeit       | Modell    | Leistung kW/PS             | Bild | Kurzbeschreibung |
| ------------- | --------- | -------------------------- | ---- | --- |
| 1992 bis 2006 | Hummer H1 | 110–221 kW/ 150–300 PS     |      | Erstes Modell der Marke, technisch weitgehend mit dem Militärfahrzeug HMMWV identisch. Bis zur Einführung des H2 wurde Hummer als Modellbezeichnung benutzt, danach wurde das Modell in H1 umbenannt. |
| 2003 bis 2010 | Hummer H2 | 235,7–291,9 kW/ 320–397 PS |      | Mit Einführung dieses Modells wurde der Begriff Hummer von einer Modellbezeichnung zum Markennamen.                                                                                                   |
| 2005 bis 2010 | Hummer H3 | 180–224 kW/ 245–295 PS     |      | Drittes und kleinstes Modell. |

## Medienpräsenz und Kritik
Die Medienpräsenz der Hummer-Modelle ist sehr hoch. So wurde beispielsweise die Serie CSI: Miami mit Fahrzeugen der Marke Hummer beliefert.
Ohne Unterscheidung der einzelnen Modelle werden die Hummer-Geländewagen, mit einem tatsächlichen Treibstoffverbrauch von bis zu 30 Liter auf 100 Kilometern in der Standardausführung, heute oft als Symbol für überdimensionierte und umweltschädliche Automobile angesehen. Mit bis zu 470 g CO2 pro Kilometer erreichen die Fahrzeuge Höchstwerte für Serien-Pkw. Einige Werkstätten bieten hiergegen alternativ auch den Einbau General Motors eigener Duramax-Turbodiesel-Motoren mit verbesserten Verbrauchswerten und Leistungen von 220 bis zu 590 kW an.
In der Tatort-Folge „Fangschuss“ von 2017 wird die deutsche Bezeichnung „Hummer“ re-anglifiziert, als Professor Börne sein neues Auto (einen weißen Hummer) mit den Worten ankündigt: „Ich habe mir den Lobster mit Differentialsperre bestellt.“